# マダガスカルの世界遺産

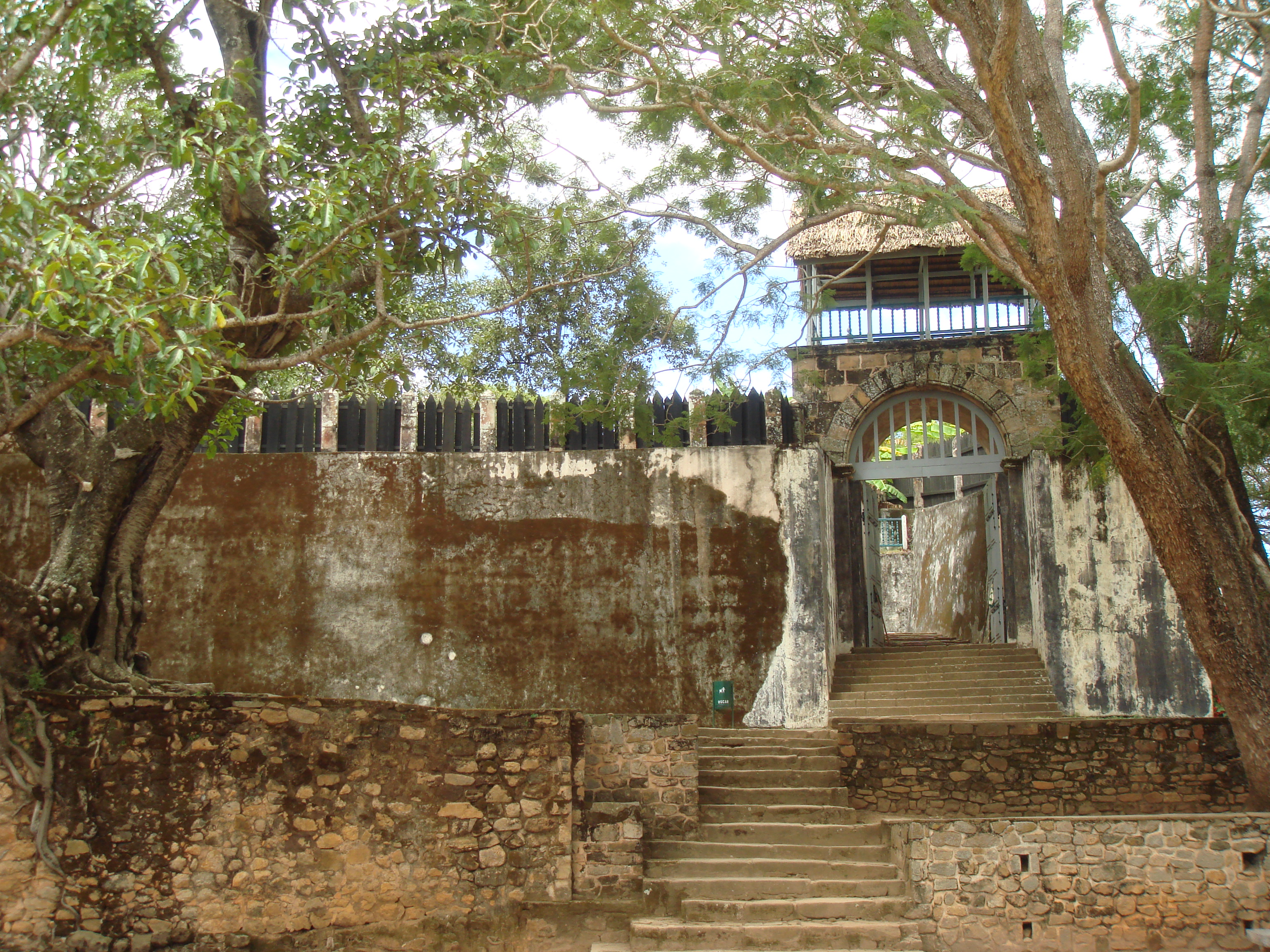
アンブヒマンガの丘の王領地

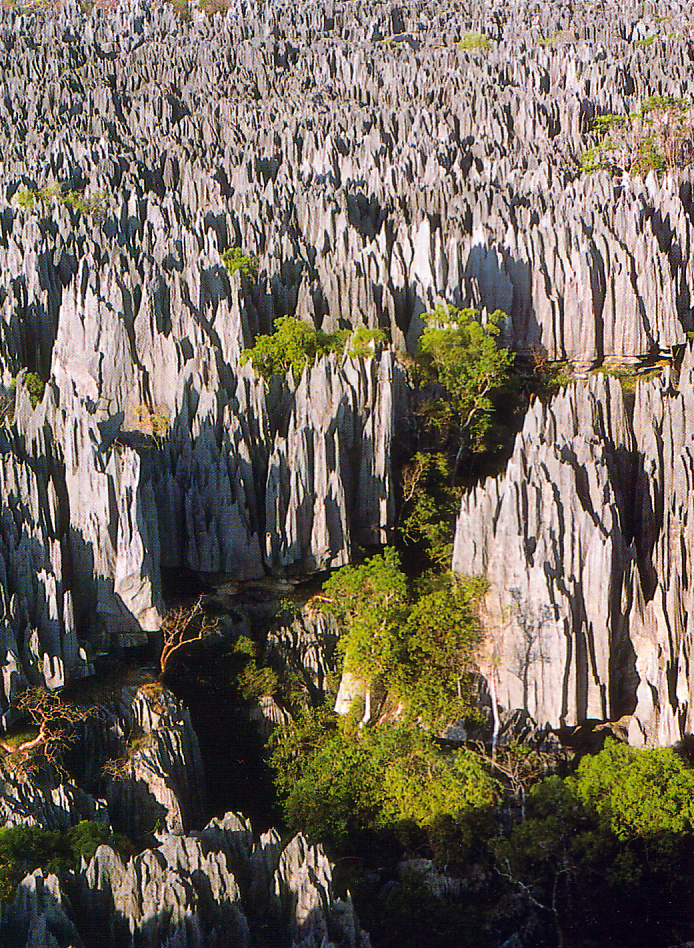
ツィンギ・デ・ベマラ厳正自然保護区

マダガスカルの世界遺産 （マダガスカルのせかいいさん）はユネスコの世界遺産に登録されているマダガスカル国内の文化・自然遺産。

## 文化遺産
- アンブヒマンガの丘の王領地 - （2001年）

## 自然遺産
- アンドレファナの乾燥林群 - （1990年、2023年拡大）
  - 1990年にツィンギ・デ・ベマラ厳正自然保護区のみが登録された後、2023年に拡大された。
- アツィナナナの雨林 - （2007年）

## 複合遺産
なし